# Sébastien Loeb
Sébastien Loeb (* 26. Februar 1974 in Haguenau, Elsass) ist ein französischer Rallye- und Automobilrennfahrer.
Loeb debütierte 1999 in der Rallye-Weltmeisterschaft und ist seit 2001 Werksfahrer bei Citroën. Er erzielte bisher neun Weltmeistertitel (2004, 2005, 2006, 2007, 2008, 2009, 2010, 2011 und 2012), 80 Rallye-WM-Siege sowie über 1600 WM-Punkte. Er hält in der Rallye-Weltmeisterschaft unter anderem den Rekord an gewonnenen Punkten, Wertungsprüfungen, Rallyes, bestimmten Rallyes in Folge, einzelnen Rallye-Lauf-Siegen in Folge und Weltmeisterschaften. Damit ist er nicht nur der erfolgreichste Rallyefahrer, sondern auch einer der erfolgreichsten Motorsportler überhaupt, und einer der erfolgreichsten französischen Sportler der Geschichte.
Der gebürtige Elsässer, dem die Medien den Spitznamen „Super Séb“ gaben, erzielte alle seine Erfolge in der Weltmeisterschaft mit dem monegassischen Beifahrer Daniel Elena. Bei einigen kleineren Rallyeveranstaltungen war seine Frau Séverine Beifahrerin.
Sporadisch nimmt Loeb an Rundstreckenrennen teil. Sein größter Erfolg ist hier der zweite Platz beim 24-Stunden-Rennen von Le Mans 2006. Zudem gewann er 2003, 2005, 2008, 2022 und 2025 das Race of Champions.

## Karriere

### Kindheit und Jugend
Sébastien Loeb wurde am 26. Februar 1974 als einziges Kind von Guy und Ingrid Loeb (gestorben 2005 und 2012) in Haguenau geboren und wuchs in Oberhofen an der Moder im Elsass auf. Er betrieb in seiner Kindheit Kunstturnen und wurde vierfacher Elsässer Meister, einmal Meister Ostfrankreichs und Fünfter in der französischen Meisterschaft. In seiner Jugend fuhr er Mopedrennen und nahm auch an einigen offiziellen Wettkämpfen teil. Nachdem er zwei Jahre zuvor die Schule abgebrochen hatte, begann er im September 1994 bei Socalec in Haguenau eine Ausbildung zum Elektrotechniker. Im August 1995 erhielt er seinen Abschluss und wurde bei dem Unternehmen angestellt.

### Rallyesport

#### 1995–1997: Einstieg in den Rallyesport
Mit dem verdienten Geld kaufte Loeb sich einen Renault 5 GT Turbo. Er begann 1995, einige lokale Rallyeveranstaltungen zu fahren. Im gleichen Jahr nahm er im Peugeot 106 an der Rallye Jeunes teil, bei der die Fédération française du sport automobile junge Rallyefahrer sichtete. Er erreichte zwar das Finale, jedoch erhielt ein anderer Fahrer den Vorzug. Bei seiner erneuten Teilnahme 1996 scheiterte er ebenfalls im Finale. Zum Start seiner Karriere fehlte ihm immer noch das Geld. Hilfe bekam er, als das Team Ambition Sport Auto von Dominique Heintz und Rémi Mammosser auf Loeb aufmerksam wurde. Sie stellten ihm 1997 die finanziellen Mittel und einen Peugeot 106 zur Verfügung. Er nahm zunächst an einer regionalen Rallye mit Heintz auf dem Beifahrersitz teil. Anschließend bestritt er mit einem neuen Beifahrer den Markenpokal Volant 106. Dort siegte er bei allen vier gefahrenen Rallyes für 1300-cm³-Fahrzeuge. Daraufhin nahm er noch an zwei Rallyes für Fahrzeuge bis 1600 cm³ Hubraum teil und schnitt auch dort gut ab. In der Gesamtwertung belegte er am Jahresende den achten Platz. Bereits im Laufe des Jahres 1997 begann Loeb seine Zusammenarbeit mit dem Monegassen Daniel Elena als Beifahrer.

#### 1998–2000: Vom Amateur zum Profi

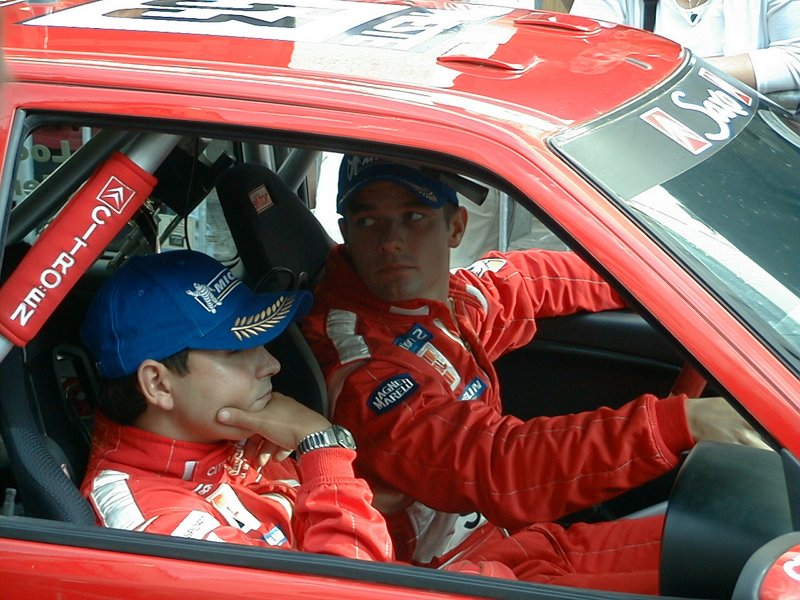
Loeb und Elena im Citroën Saxo S1600 bei der Rallye Finnland 2001

1998 stieg Loeb auf das Citroën Saxo Kit Car um und startete im Citroën Saxo Kit Car Cup. Alle Rallyes, bei denen er das Ziel erreichte, beendete er als Sieger. Die Saison schloss er auf dem sechsten Gesamtrang ab. Allerdings zerstörte er bei Unfällen auch zwei Fahrzeuge und brachte sein Team Ambition Sport Auto in finanzielle Schwierigkeiten. Im März 1999 verließ Loeb seinen bisherigen Arbeitgeber Socalec nach gegenseitigem Einverständnis, um sich ganz auf den Rallyesport konzentrieren zu können. 1999 gewann er den Citroën Saxo Kit Car Cup und erzielte damit seinen ersten Titel im Rallyesport. Im gleichen Jahr trat er auch der Equipe de France FFSA bei, die ihm seine ersten Schritte in der Rallye-Weltmeisterschaft ermöglichte. Nachdem er bei seinem Debüt, der Rallye Katalonien, ausgefallen war, beendete er die Rallye Korsika und die Rallye San Remo als bestplatzierter Fahrer mit einem Fahrzeug der Klasse A6. Zudem bekam er bei der Rallye Katalonien außerhalb des Wettkampfs die Gelegenheit, seine ersten Runden in einem World Rally Car, einem Seat Cordoba WRC, zu drehen.
Ambition Sport Auto bereitete Loeb zum Saisonbeginn 2000 ein Citroën Saxo Kit Car für einen Lauf der französischen Schotter-Rallye-Meisterschaft vor. Dabei erzielte er den Klassensieg bei den 2WD-Fahrzeugen. Anschließend wurden Citroën und die beiden Sponsoren Jean-Pierre Champeau und Frédéric Schmitt auf Loeb aufmerksam und unterstützten ihn in der restlichen Saison. Loeb fuhr weiterhin Klassensiege ein und gewann die Meisterschaft für 2WD-Fahrzeuge. In der Gesamtwertung der Schotter-Meisterschaft belegte er den dritten Platz. Außerdem pilotierte er 2000 erstmals in der Rallye-Weltmeisterschaft ein World Rally Car, einen Toyota Corolla WRC der Equipe de France FFSA. Damit platzierte er sich bei seinen Einsätzen auf Korsika und in San Remo unter den ersten Zehn, wenn auch außerhalb der Punkteränge. Für den Saisonabschluss der französischen Rallye-Meisterschaft auf Asphalt, die Rallye du Var, stellte Citroën-Sportchef Guy Fréquelin ihm ein Citroën Xsara Kit Car zur Verfügung. Loeb nutzte seine Chance und erzielte bei der Rallye den Gesamtsieg. Daraufhin bot Fréquelin ihm seinen ersten Profivertrag als Werksfahrer bei Citroën an. Die französische Asphalt-Meisterschaft schloss Loeb auf Rang acht ab.

#### 2001–2003: Erste WRC-Erfolge als Citroën-Werksfahrer

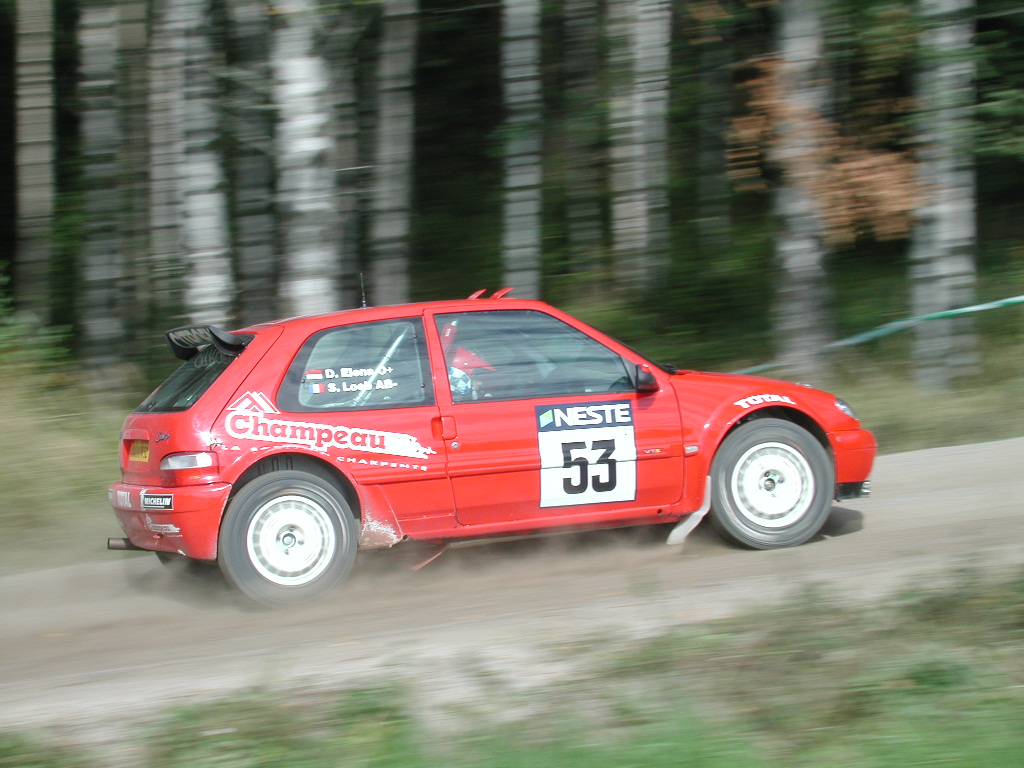
Sébastien Loeb im Citroën Saxo S1600 bei der Rallye Finnland 2001

Als Fahrer im Citroën-Werksteam bestritt Loeb 2001 den größten Teil der Saison in der Rallye-Weltmeisterschaft für Super-1600-Fahrzeuge im Rahmen der WRC. Im Citroën Saxo S1600 gewann er seine Klasse bei allen fünf gefahrenen Rallyes, darunter die Rallye Katalonien, die Rallye Griechenland, die Rallye Finnland, die Rallye Korsika und die Rallye Großbritannien. Bei der Rallye San Remo ging er hingegen nicht in der Super-1600-Klasse an den Start. Sein Teamchef und Mentor Guy Fréquelin ermöglichte ihm in San Remo stattdessen seinen ersten Einsatz im Citroën Xsara WRC. Loeb erzielte auf Anhieb vier Wertungsprüfungs-Bestzeiten und musste sich am Ende der Rallye nur um wenige Sekunden Gilles Panizzi geschlagen geben. Dennoch erzielte er mit dem zweiten Platz sein bisher bestes Ergebnis in der Weltmeisterschaft sowie seine ersten WRC-Punkte. Am Ende der Saison stand mit deutlichem Punktevorsprung der Titel in der Super-1600-WM sowie der 14. Platz in der Gesamtwertung zu Buche. Nebenbei war er 2001 weiterhin im Citroën Xsara Kit Car in der französischen Rallye-Meisterschaft auf Asphalt aktiv. Dort gewann er alle sechs Rallyes, bei denen er das Ziel erreichte, und wurde mit großem Punktevorsprung französischer Meister.

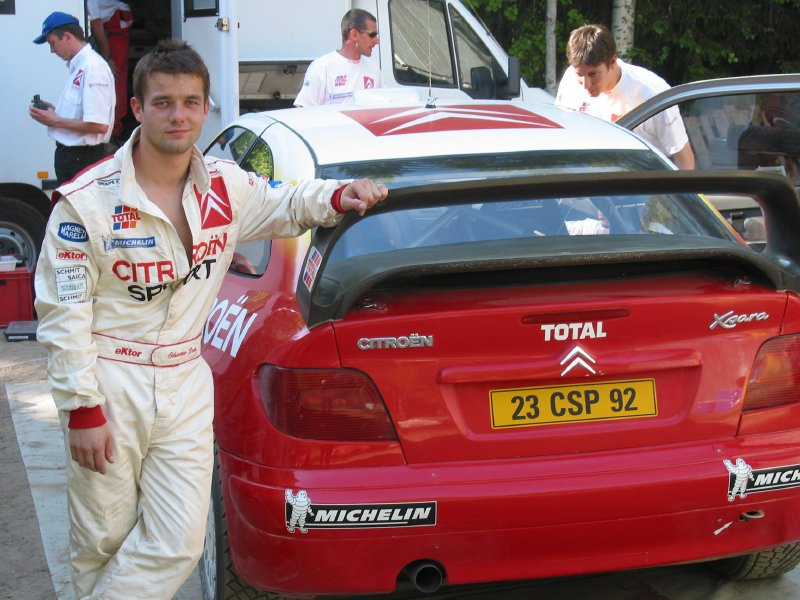
Sébastien Loeb mit dem Citroën Xsara WRC bei Testfahrten in Finnland 2002

2002 erhielt Loeb einen festen Platz im Citroën Xsara WRC. Die Saison war aber noch eher ein „Lehrjahr“ als ein ernsthafter Angriff auf die Weltmeisterschaft, da er nur bei 9 von 14 WRC-Rallyes teilnahm. Den Saisonauftakt, die Rallye Monte Carlo, absolvierte Loeb zwar als schnellster Pilot, jedoch erhielt er wegen eines verbotenen Reifenwechsels nachträglich eine Zeitstrafe und fiel somit auf den zweiten Platz hinter Tommi Mäkinen zurück. Nachdem er zwischenzeitlich nur durchschnittliche Ergebnisse eingefahren hatte, konnte er im August bei der Rallye Deutschland seinen ersten WRC-Sieg feiern. Die Saison beendete er auf Platz zehn in der Fahrerwertung.
2003 bestritt Loeb und das Citroën Total World Rally Team erstmals eine komplette Saison in der Rallye-Weltmeisterschaft. Dabei gewann er die Rallyes in Monte Carlo, Deutschland und San Remo. Sein Ansehen stieg während dieser Saison weiter an, da Loeb sich gegen seine stark eingeschätzten Teamkollegen Carlos Sainz und Colin McRae behaupten konnte, die beide schwächere Resultate ablieferten. Vor der abschließenden Rallye Großbritannien lag Loeb mit einem Punkt Vorsprung vor Petter Solberg in Führung. Allerdings erhielt er von seinem Team die ausdrückliche Anweisung, defensiv zu fahren, um nicht die Meisterschaft in der Herstellerwertung für Citroën zu gefährden, nachdem Sainz ausgeschieden war. Loeb gehorchte und beendete die Rallye demnach auf Platz zwei hinter Solberg und verpasste den WM-Titel um nur einen Punkt.

#### 2004–2006: WRC-Titel im Citroën Xsara WRC

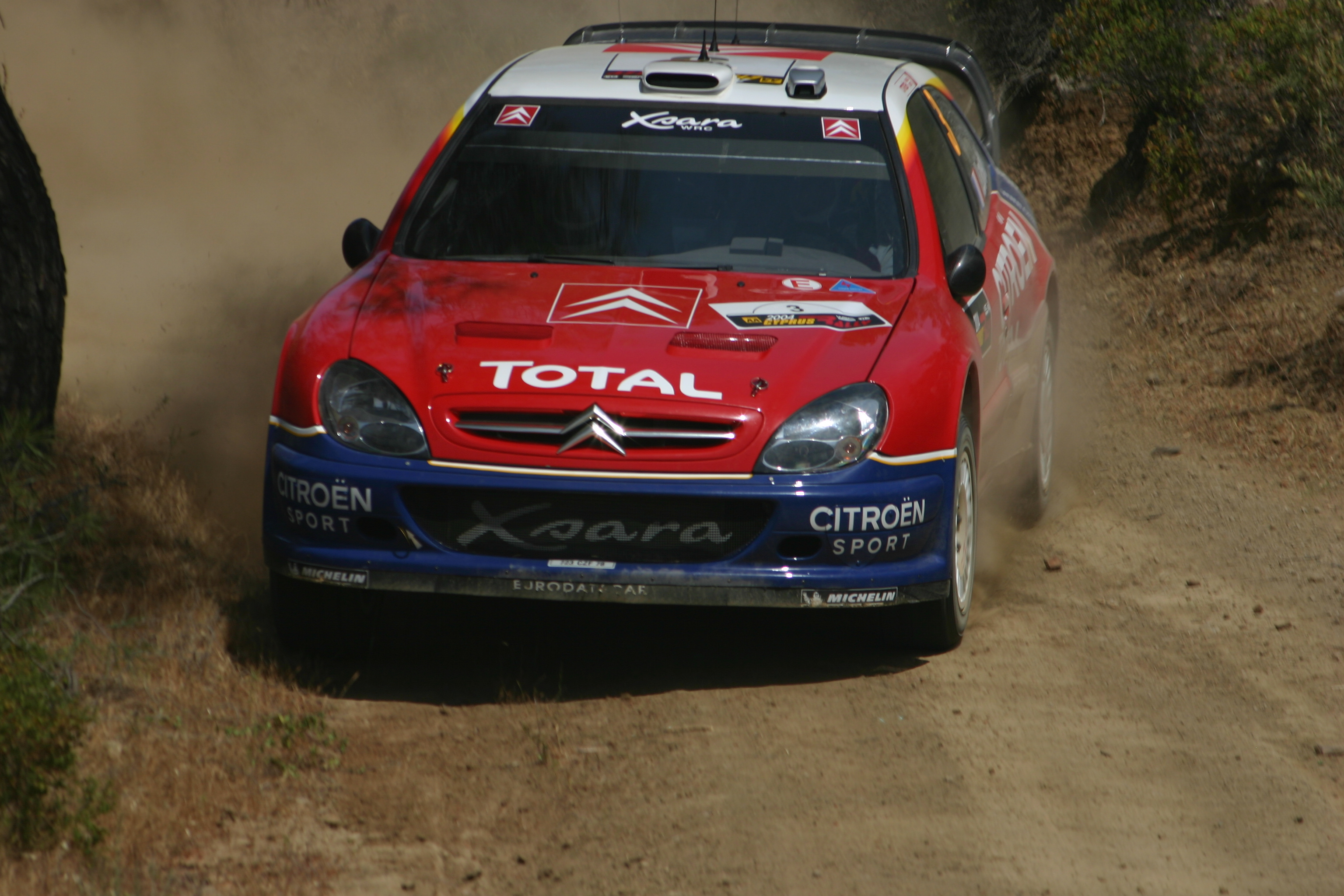
Sébastien Loeb im Citroën Xsara WRC bei der Rallye Zypern 2004

Im Jahr 2004 begann Loebs Dominanz in der Rallye-Weltmeisterschaft, ähnlich der von Michael Schumacher zu dieser Zeit in der Formel 1. Loeb, der zuvor als Asphalt-Spezialist galt, war nun auch auf Schotter zunehmend erfolgreich. So gewann er in diesem Jahr nicht nur die Rallyes in Monte Carlo und Deutschland, sondern auch die auf Schotter ausgetragenen Rallye Zypern, Rallye Türkei und Rallye Australien. Zudem siegte er als erster nicht aus Skandinavien stammender Fahrer bei der Rallye Schweden auf Schnee. Bis zum Saisonende hatte er insgesamt sechs Siege sowie sechs zweite Plätze eingefahren. Damit egalisierte er den Rekord des Franzosen Didier Auriol, der 1992 ebenfalls sechs WRC-Rallyes innerhalb einer Saison gewinnen konnte. Die Fahrerwertung führte Loeb mit 36 Punkten Vorsprung auf seinen dichtesten Verfolger, Petter Solberg, an. Somit errang er 2004 seinen ersten Weltmeistertitel.
2005 baute Loeb seine Dominanz in der WRC weiter aus. In diesem Jahr stellte er mehrere Rekorde auf. Beim neunten Saisonlauf, der Rallye Argentinien, errang er seinen sechsten WRC-Sieg in Folge, was noch keinem Fahrer zuvor gelang. Bereits beim viertletzten Saisonlauf, der Rallye Japan, sicherte er sich vorzeitig den Titel. Loeb gewann insgesamt 10 von 16 gefahrenen Rallyes, darunter die Rallye Monte Carlo, die Rallye Neuseeland, die Rallye Sardinien, die Rallye Zypern, die Rallye Türkei, die Rallye Griechenland, die Rallye Argentinien, die Rallye Deutschland, die Rallye Korsika und die Rallye Katalonien. Mit seinen zehn Siegen im Jahr 2005 war er nun der alleinige Rekordhalter für die größte Anzahl an WRC-Siegen pro Saison. Bei der Rallye Korsika gelang es ihm, als erster Fahrer alle Wertungsprüfungen einer WRC-Rallye für sich zu entscheiden. Sein Punktevorsprung in der Fahrerwertung auf den Zweitplatzierten, Petter Solberg, betrug am Saisonende 56 Zähler. Noch nie zuvor gewann ein Fahrer mit einem so großen Vorsprung die Rallye-Weltmeisterschaft. Außerdem schaffte Loeb es, 12 Mal hintereinander auf das Podium und 13 Mal hintereinander in die Punkteränge zu fahren, womit er ebenfalls neue Rekorde setzte.

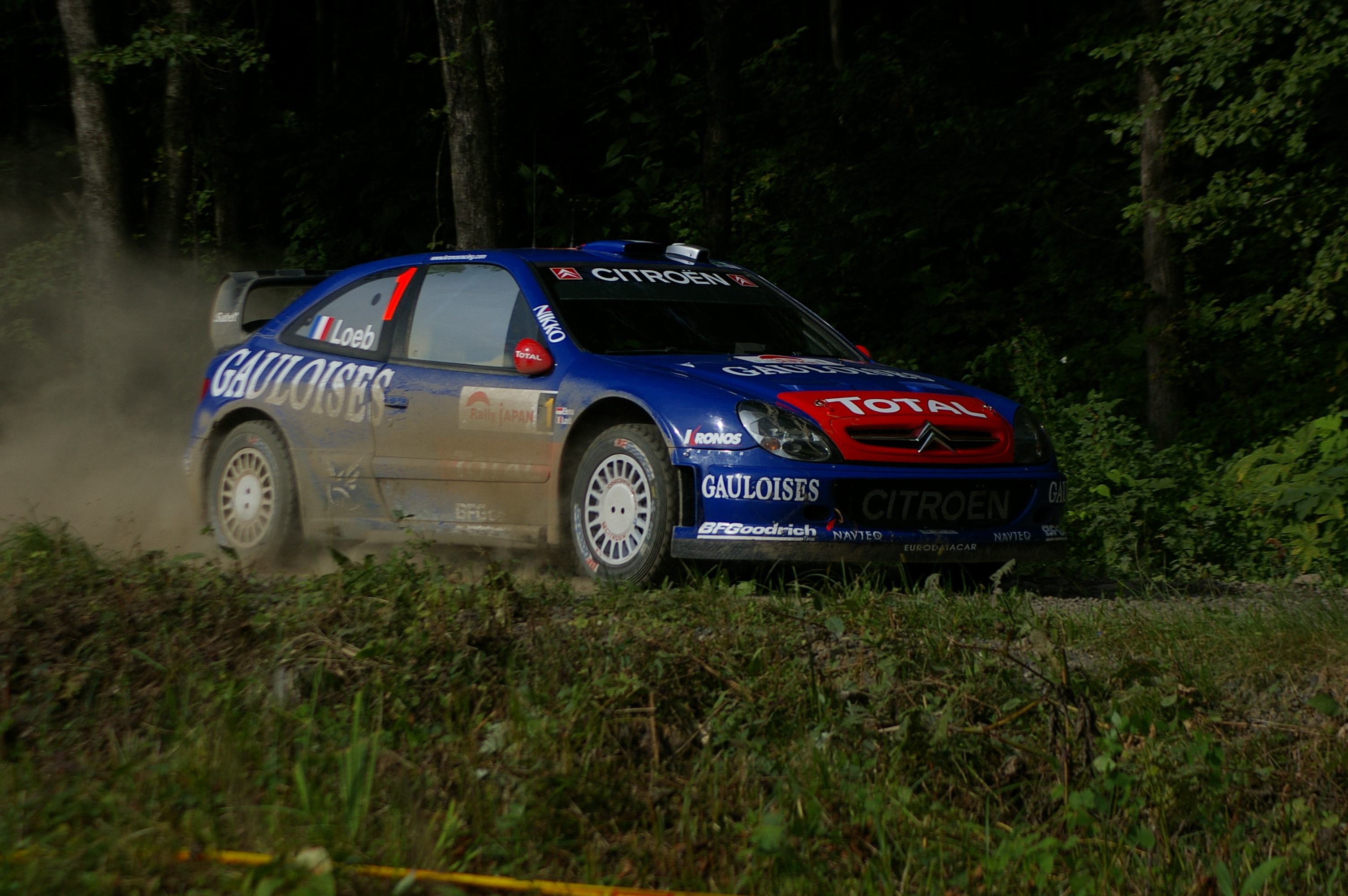
Sébastien Loeb im Citroën Xsara WRC bei der Rallye Japan 2006

Nach der Saison 2005 zog sich das Citroën-Werksteam aus der Rallye-Weltmeisterschaft zurück, um sich ganz auf die Entwicklung eines neuen Rallyefahrzeugs zu konzentrieren. Loeb wechselte daher zum belgischen Privatteam Kronos Racing, das 2006 mit Werksunterstützung von Citroën die Einsätze des Citroën Xsara WRC in der Rallye-Weltmeisterschaft weiterführte. Sein neuer Teamkollege wurde der 22-jährige Spanier Daniel Sordo. Zum Saisonbeginn sah es zunächst so aus, als ob Loeb in diesem Jahr einen ernsthaften Konkurrenten im Kampf um die Weltmeisterschaft bekommen würde. Loeb musste sich bei den ersten zwei Rallyes in Monte Carlo und Schweden jeweils dem Finnen Marcus Grönholm geschlagen geben. Während Grönholms Leistungen anschließend jedoch nachließen, bewies Loeb Konstanz. Im weiteren Saisonverlauf gewann er die Rallye Mexiko, die Rallye Katalonien, die Rallye Korsika, die Rallye Argentinien, die Rallye Sardinien, die Rallye Deutschland, die Rallye Japan und die Rallye Zypern. Bemerkenswert ist auch, dass er bei allen zwölf gefahrenen Rallyes immer das Ziel erreichte und sich nie schlechter als auf Rang zwei platzierte. Im September zog er sich allerdings bei einem Sturz mit dem Mountainbike einen Oberarmbruch zu und konnte deshalb zu den vier letzten WM-Läufen der Saison nicht mehr antreten. Sein Punktevorsprung war zu diesem Zeitpunkt aber bereits so groß, dass sein ärgster Konkurrent Grönholm drei Rallyes hätte gewinnen und einmal mindestens Dritter hätte werden müssen, um den WM-Titel zu holen. Grönholm gewann zwar tatsächlich noch drei Rallyes, wurde in Australien jedoch nur Fünfter. Dadurch hatte Loeb am Saisonende noch einen Zähler Vorsprung und wurde zum dritten Mal in Folge Weltmeister.

#### 2007–2010: WRC-Titel im Citroën C4 WRC

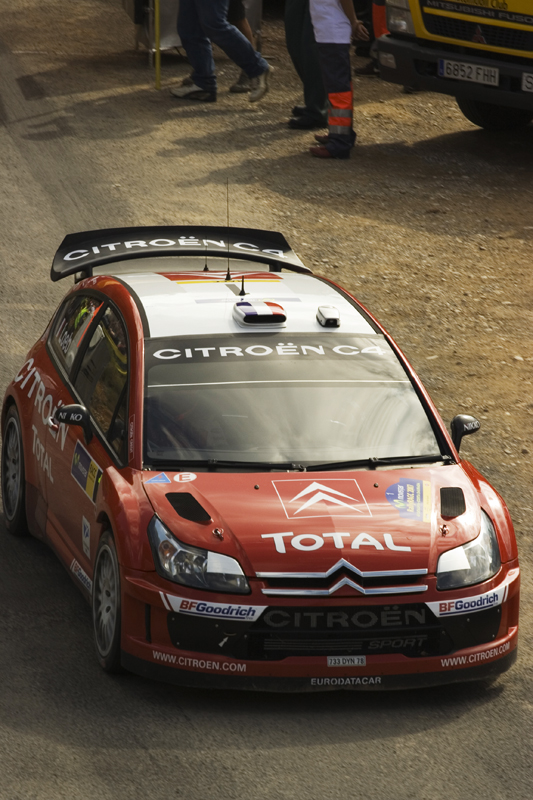
Sébastien Loeb im Citroën C4 WRC bei der Rallye Katalonien 2007

Citroën kehrte 2007 mit dem neuen Citroën C4 WRC in die Weltmeisterschaft zurück. Loeb verließ Kronos Racing und fuhr wieder für das Citroën-Werksteam. Bereits die erste Rallye mit dem neuen Fahrzeug, die Rallye Monte Carlo, konnte er für sich entscheiden. Anschließend fuhr er weitere Siege bei den WRC-Rallyes in Mexiko, Portugal, Argentinien, Deutschland, Katalonien, Korsika und Irland ein. Zur Vorbereitung auf die Rallye Irland, die in dieser Saison neu im Kalender der WRC war, hatte Loeb auch an zwei kleineren Rallyes in Irland teilgenommen und beide als Sieger beendet. Bei der Rallye Neuseeland musste er sich nur um 0,3 Sekunden seinem stärksten Gegner, Marcus Grönholm, geschlagen geben. Bis zu diesem Zeitpunkt war dies die knappste Entscheidung in der Geschichte der WRC. Trotz allem war Loeb 2007 nicht mehr so überlegen wie in den Jahren zuvor. Nachdem das Duell um den Titel lange Zeit offen blieb, sicherte er sich erst bei der finalen Rallye Großbritannien seinen vierten Weltmeistertitel in Folge. Sein Vorsprung auf Grönholm betrug in der Endabrechnung vier Punkte.
2008 startete Loeb in seine zweite Saison mit dem Citroën C4 WRC. Nach dem Rücktritt Grönholms hatte er seinen größten Konkurrenten verloren. Loeb bestimmte das Geschehen in der Weltmeisterschaft wieder alleine und konnte insgesamt elf Siege feiern, womit er seinen Rekord aus dem Jahr 2005 übertraf. Dabei gewann er die Rallyes in Monte Carlo, Mexiko, Argentinien, Sardinien, Griechenland, Finnland, Deutschland, Neuseeland, Katalonien, Korsika und Großbritannien. Seinen einzigen Ausfall in diesem Jahr hatte er bei der Rallye Schweden. Beim vorletzten Saisonlauf, der Rallye Japan, entschied er vorzeitig zum fünften Mal die Weltmeisterschaft für sich. Damit löste er Juha Kankkunen und Tommi Mäkinen ab und war nun alleiniger Rekordhalter an der Anzahl von WRC-Titeln. Am Saisonende hatte Loeb 19 Zähler Vorsprung auf den Finnen Mikko Hirvonen. Mit seiner hohen Punktzahl trug Loeb auch maßgeblich zu Citroëns erstem Konstrukteurstitel seit 2005 bei.
Loeb begann die Saison 2009 mit fünf Siegen in Folge bei den ersten fünf Veranstaltungen der WRC, darunter die Rallyes in Irland, Norwegen, Zypern, Portugal und Argentinien. Einige Fahrfehler verhinderten allerdings gute Resultate bei den folgenden drei Rallyes. So verlor er die Führung in der Meisterschaft an Mikko Hirvonen. Auch bei der Rallye Finnland und der Rallye Australien musste Loeb sich Hirvonen geschlagen geben. Zwar war er in Australien der schnellste Fahrer, doch warf ihn eine nachträgliche Zeitstrafe wegen illegaler Stabilisatoren auf den zweiten Platz zurück. Bei den letzten beiden Rallyes der Saison in Katalonien und Großbritannien siegte Loeb hingegen wieder. Dadurch holte er sich die Führung in der Meisterschaft zurück und hatte am Ende der Saison wieder einen Punkt mehr als Hirvonen auf seinem Punktekonto. So erzielte er knapp seinen sechsten Weltmeistertitel. Am Jahresende gab er außerdem einen Gaststart in der französischen Rallye-Meisterschaft bei der Rallye du Var, aus der er als Sieger hervorging.

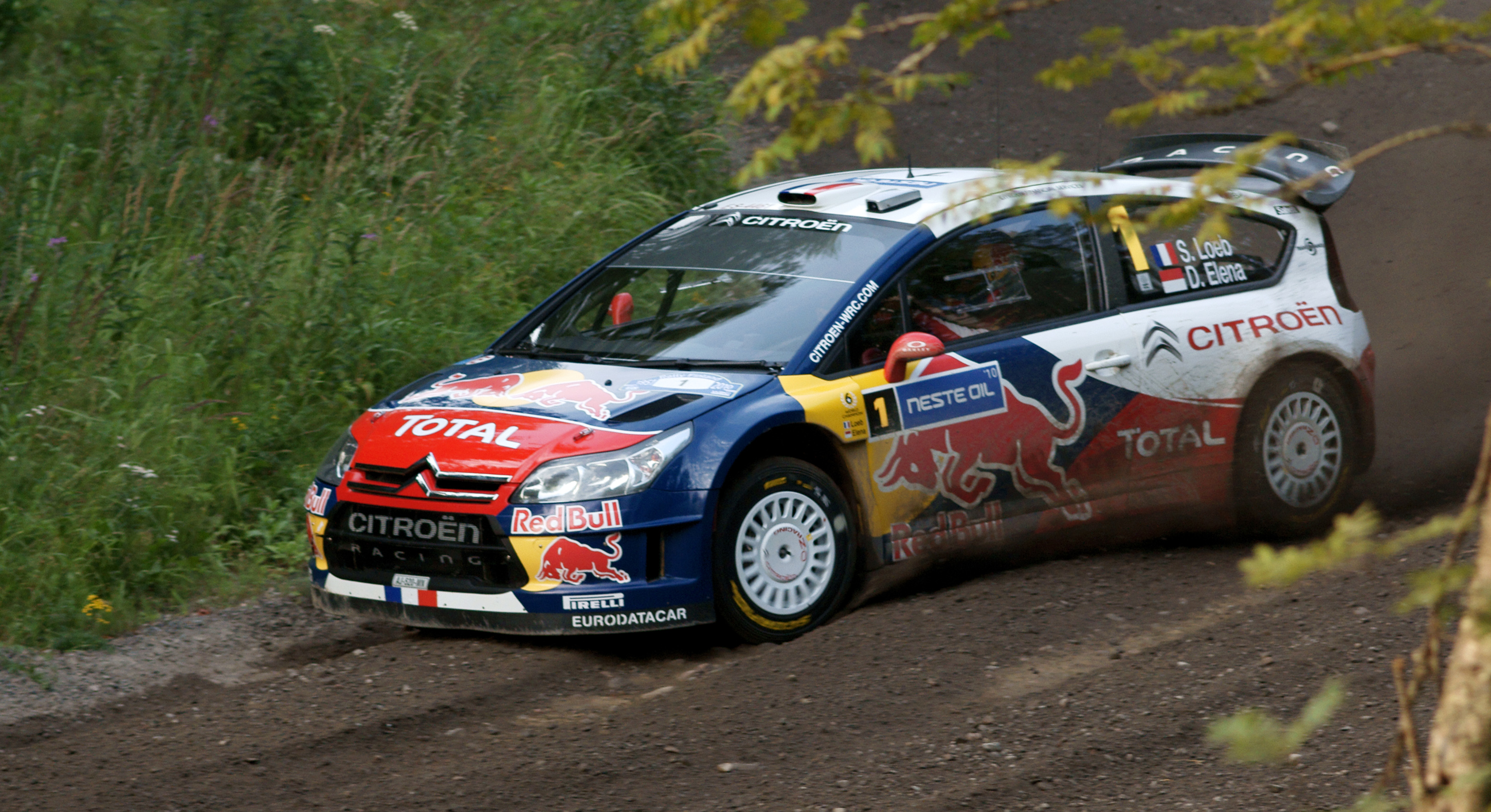
Sébastien Loeb im Citroën C4 WRC bei der Rallye Finnland 2010

Bei der Rallye Schweden zum Saisonbeginn 2010 erreichte Loeb zunächst den zweiten Platz. Anschließend folgten Siege bei den Schotter-Rallyes in Mexiko, Jordanien und der Türkei. Dadurch hatte Loeb sich in der Fahrerwertung wieder deutlich von seinen Konkurrenten abgesetzt. Im weiteren Saisonverlauf konnte niemand mehr Loeb ernsthaft unter Druck setzen. Nachdem Loeb zwischenzeitlich die Rallye Bulgarien gewonnen hatte, siegte er auch wieder bei der Rallye Deutschland. Nun hatte er den deutschen WRC-Lauf seit seiner ersten Austragung 2002 nicht nur acht Mal in Folge ununterbrochen gewonnen, sondern war auch der erste Fahrer überhaupt, der acht Mal eine bestimmte WRC-Rallye für sich entscheiden konnte. Im Oktober siegte er bei seiner Heimrallye, der Rallye Frankreich im Elsass, und sicherte sich dort vorzeitig seinen siebten Weltmeistertitel. Auch die letzten zwei Rallyes in Katalonien und Großbritannien beendete er siegreich. Insgesamt sah Loeb 2010 bei allen 13 WRC-Rallyes das Ziel und platzierte sich 12 Mal auf dem Podium.

#### 2011: WRC im Citroën DS3 WRC

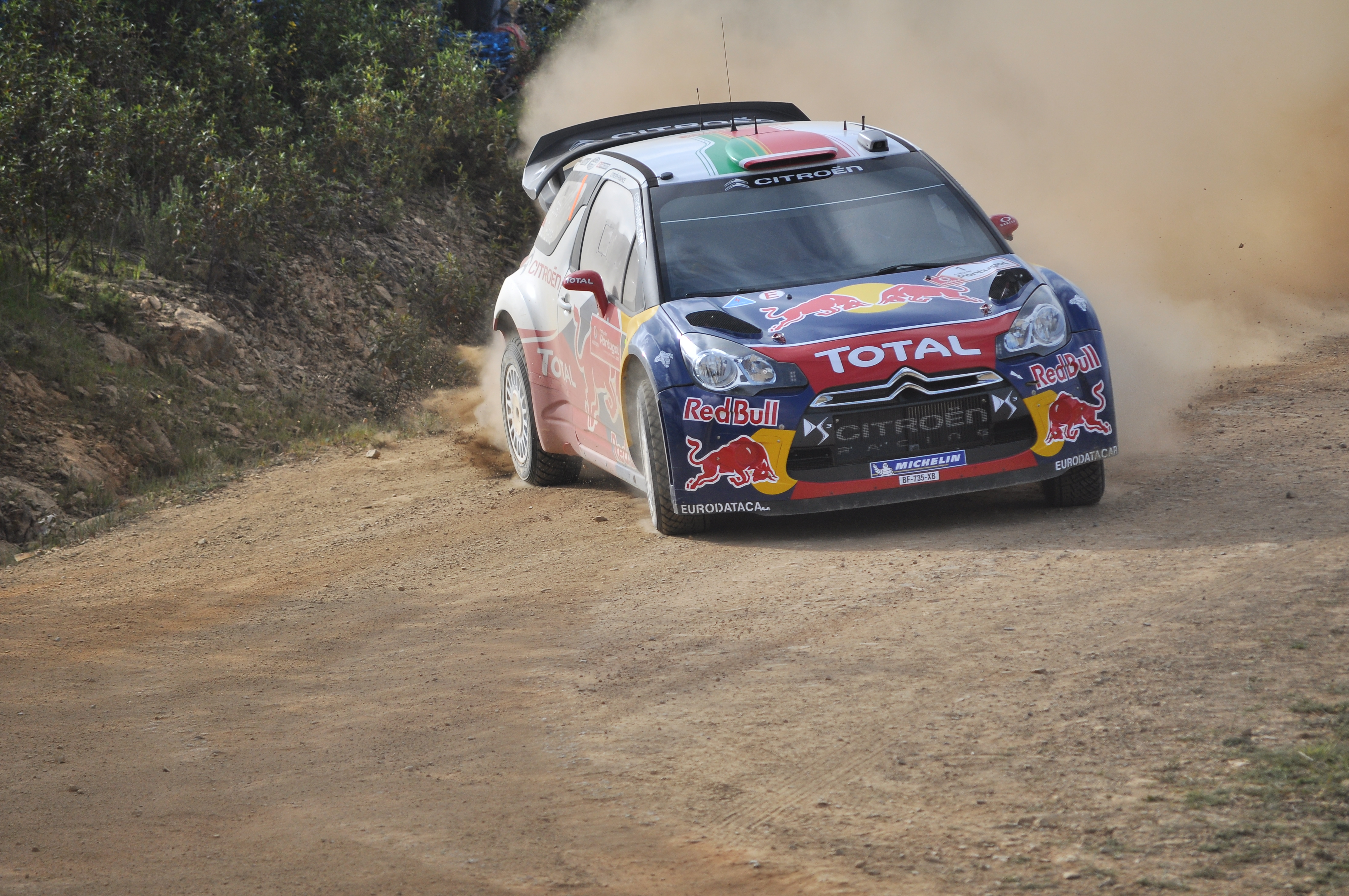
Sébastien Loeb im Citroën DS3 WRC bei der Rallye Portugal 2011

Vor der Saison 2011 gab Loeb zunächst bekannt, seine Karriere Ende 2011 beenden zu wollen. Er unterzeichnete zuletzt bei Citroën nur noch Einjahresverträge, um sich alle Optionen offenhalten zu können und nicht allzu langfristig planen zu müssen. Seit 2011 geht Loeb mit einem Citroën DS3 WRC der neuen Generation von World Rally Cars in der Rallye-Weltmeisterschaft an den Start. Das Fahrzeug ist nicht mehr wie seine Vorgänger mit einem 2-Liter-Turbomotor ausgerüstet, sondern mit einem 1,6-Liter-Turbomotor. Loeb gewann die Rallye Mexiko, die Rallye Sardinien, die Rallye Argentinien und die Rallye Finnland. Somit ist er der einzige nicht finnische Fahrer, der letztgenannte Veranstaltung zwei Mal gewann. Wenige Tage vor der Rallye Deutschland verlängerte Loeb seinen Vertrag mit seinem Stammarbeitgeber um weitere zwei Jahre. Dabei ließ er sich die Option offen, nach der Saison 2012 aussteigen zu können. Bei der Rallye Deutschland erreichte er nach 75 Sekunden Zeitverlust durch einen Reifenschaden nur den zweiten Gesamtrang hinter Sébastien Ogier. Dadurch wurden zwei seiner Siegesserien durch seinen eigenen Teamkollegen unterbrochen: Loeb war seit 2002 in Deutschland und seit 2004 bei Asphaltrallyes ungeschlagener Dauersieger. Nach neun gefahrenen Rallyes führte er die Fahrerwertung mit 25 Punkten Vorsprung vor seinem Teamkollegen Sébastien Ogier an. Bei der nächsten ausgetragenen Rallye Australien überschlug sich der in Führung liegende Loeb auf der vierten Wertungsprüfung fünf Mal. Als erstes Fahrzeug auf der Strecke, mit zwei Sekunden Vorsprung auf seinen Teamkollegen, verglich Loeb seine und die Zwischenzeiten der ihm Nachfolgenden am Display und bremste vor einer Rechtskurve zu wenig. Die Führung ging an seinen Teamkollegen Ogier über. Ogier verunfallte auf der sechsten Wertungsprüfung an einem Baum. Fahrer und Beifahrer blieben unverletzt. Die Gesamtführung ging an die Ford-Werkspiloten Mikko Hirvonen und Jari-Matti Latvala über. Über Nacht konnten die beiden DS3 WRCs repariert und startbereit gemacht werden. Unter Superally-Reglement startete Loeb mit 30 Strafminuten und Ogier mit 20 Minuten Zeitstrafe in den nächsten Tag. Latvala übernahm auf der ersten Wertungsprüfung dieses Tages die Führung von seinem Teamkollegen. Durch ihre Zeitstrafen bedingt, startete Ogier vom 16. und Loeb vom 21. Platz eine Aufholjagd um Weltmeisterschaftspunkte. Es wirkte so, als ob Loeb das erste Mal seit der Rallye Griechenland 2009 keine WM-Punkte-Platzierung erreichen würde. Bis zur vorletzten Wertungsprüfung des nächsten Tages änderten sich die Positionen der ersten drei Fahrer nicht. Ogier hatte sich mittlerweile bis an den neunten Gesamtrang vorgearbeitet und die Chance, den achten Platz vom langsameren PWRC-Fahrzeug vor ihm zu übernehmen, war groß. Loeb war mittlerweile auf den zwölften Rang vorgefahren. In dieser Wertungsprüfung wurde sowohl von Ford als auch von Citroën eine, im Rallyesport erlaubte, Stallorder ausgegeben. Latvala hielt kurz vor dem Ziel an, um Hirvonen 28 Sekunden und den Sieg zu schenken. Ogier kassierte bewusst ein 50-Sekunden-Zeitstrafe, als er 5 Minuten zu spät in diese Wertungsprüfung startete, und parkte dann neben der Strecke. Er verlor absichtlich zusätzlich über neun Minuten, um Loeb einen WM-Punkt zu ermöglichen. Nach diesem Ford-Doppelsieg verkürzte Ford den Rückstand in der Marken-Weltmeisterschaft auf 62 Punkte. Mikko Hirvonen lag nun 15 Punkte hinter Loeb in der Fahrer-WM an zweiter Stelle. Zu seiner Heimrallye in Frankreich reiste Loeb als Topfavorit an. Er schied jedoch, in Führung liegend, auf der dritten Wertungsprüfung aus. Der Grund für Loebs ersten Ausfall wegen technischen Gebrechens seit der Rallye Schweden 2008 war ein durch einen Montagefehler bedingtes Motorproblem. Bei der Rallye Katalonien, die er zum siebten Mal in Folge gewann, brach er Markku Aléns Rekord an WP-Bestzeiten und sicherte seinem Team den vorzeitigen Hersteller-WM-Titel. Nachdem beim Saisonfinale in Großbritannien mit Mikko Hirvonen sein einziger noch verbliebener Konkurrent um den WM-Titel ausgeschieden war, gewann Loeb seinen achten Fahrerweltmeistertitel noch vor Ende der Veranstaltung. Loeb wurde auf der Verbindungsstrecke zwischen der 18. und 19. Sonderprüfung von einem spanischen Falschfahrer in einen Verkehrsunfall verwickelt. Es blieben alle Beteiligten unverletzt, aber der Kühler des DS3 WRC wurde beschädigt und Loeb musste aufgeben. Der Weg zum Sieg war nun frei für Jari-Matti Latvala, an den vorderen WM-Plätzen änderte sich dadurch aber nichts mehr.

#### 2012: Titelrivalen werden Teamkollegen
Mitte 2011 verkündete die FIA die Abschaffung des – den WM-Führenden benachteiligenden – Startreihenfolgereglements. Daraufhin entschied sich Loeb, bei der Rallye-Weltmeisterschaft zu bleiben und verlängerte seinen Vertrag beim Citroën Total World Rally Team. Der bis dahin als Loeb-Nachfolger geförderte und teilweise bevorzugte Ogier fühlte sich dadurch benachteiligt und wollte in ein Team, bei dem er gegen Loeb um die WM fahren konnte. Im November 2011 wurde bekanntgegeben, dass Ogiers Vertrag aufgelöst wurde. Für die Saison 2012 verpflichtete das Citroën Total World Rally Team den langjährigen Fordwerksfahrer Mikko Hirvonen als neuen Nummer-2-Fahrer neben Loeb.
Bei seiner siebten Teilnahme an der Rallye Monte Carlo – die in den vergangenen drei Jahren nicht zur Rallye-WM gehörte – siegte Loeb zum sechsten Mal. Er gewann überlegen und sicherte sich zusätzlich die drei Bonuspunkte der Powerstage. Auf schwedischem Schnee erzielte Loeb nur den sechsten Platz. Die Rallye Mexiko gewann er, jedoch schied er bei der darauf folgenden Rallye Portugal aus. Die nächsten ausgetragenen fünf WM-Läufe in Argentinien, Griechenland, Neuseeland, Finnland und Deutschland gewann er in Serie. In Großbritannien belegte er den zweiten Gesamtrang. Bei seiner als elfter von dreizehn WM-Läufen 2012 ausgetragenen Heimrallye im Elsass erzielte er den achten Saisonsieg und gewann damit seinen neunten Weltmeistertitel vorzeitig. Gemeinsam mit seinem neuen – beständig Punkte sammelnden – Teamkollegen gelang es, bei der Frankreich-Rallye auch den Konstrukteurs-WM-Titel zu erringen.

#### 2015–2018: Die vorerst letzten WRC Rallyes
Loeb kam 2015 überraschend für den Saisonstart – die Rallye Monte Carlo – zurück, belegte den 8. Platz und kehrte der WRC vorerst seinen Rücken zu. Im Dezember 2017 gab Loeb bekannt, dass er für drei Rallyes (Mexiko, Frankreich und Katalonien) zurückkehren würde. Er belegte in Mexiko den 5. und in Frankreich, nach einem Unfall, nur den 14. Platz. In Spanien konnte er seinen 79. Sieg feiern.

#### 2022: WRC-Einsätze bei M-Sport
Sébastien Loeb ging zum Beginn der Saison 2022 für das Team M-Sport bei der Rallye Monte Carlo an den Start. Wie sein Landsmann Sébastien Ogier, wird Loeb nicht alle Rallyes bestreiten und hat keine Ambitionen auf den Gewinn der Weltmeisterschaft. Bei der Rallye Monte Carlo war Loeb siegreich und wurde mit 47 Jahren zum ältesten Rallye-Sieger in der Geschichte der Rallye-Weltmeisterschaft.

#### Dakar und andere Rallyes
2016 nahm Loeb als Mitglied des Teams Peugeot Total mit Beifahrer Daniel Elena erstmals an der Rallye Dakar teil und wurde mit vier Etappensiegen Neunter der Auto-Gesamtwertung. Bei der Dakar 2017 wurde er zusammen mit Elena mit fünf Etappensiegen und etwas mehr als fünf Minuten Rückstand auf seine Teamkollegen Stéphane Peterhansel/Jean-Paul Cottret Zweiter.
Bei der Silk Way Rally 2017 musste Loeb aufgrund einer Fingerverletzung, die er sich bei einem Unfall auf der neunten Etappe zuzog, aufgeben. Zu jenem Zeitpunkt führte er die Gesamtwertung an.

### Race of Champions
Sébastien Loeb ist auch ein regelmäßiger Gast beim Race of Champions, bei dem am Jahresende die Spitzenpiloten aus verschiedenen Rennserien zusammenkommen und im K.-o.-Modus gegeneinander fahren. Bei seiner ersten Teilnahme im Jahr 2002 belegte er hinter Marcus Grönholm den zweiten Platz. 2004 musste er sich zwar im Finale Heikki Kovalainen geschlagen geben, dafür gewann er aber mit Jean Alesi den Nations Cup für Frankreich. 2005 siegte Loeb im Finale über Tom Kristensen und holte damit seinen zweiten Einzelsieg beim ROC. 2006 unterlag er Mattias Ekström im Finale, obwohl beide Piloten einen Citroën Xsara WRC fuhren, mit dem Loeb zuvor die Rallye-Weltmeisterschaft gewann. Nachdem er 2007 ausgesetzt hatte, trat Loeb 2008 wieder zum ROC im Wembley-Stadion an. Im Finale setzte er sich gegen David Coulthard durch und errang seinen dritten Einzelsieg. Seine nächste Teilnahme am ROC folgte 2010, als er im Finale dem jungen Portugiesen Filipe Albuquerque unterlag.

### Sportwagenrennen
Zwischen seinen Einsätzen in der Rallye-Weltmeisterschaft nahm Sébastien Loeb auch an vereinzelten Sportwagenrennen auf Rundstrecken teil.
2005 trat Loeb erstmals zum 24-Stunden-Rennen von Le Mans an. Vorbereitet hatte er sich am Simulator mit Gran Turismo 4. Im Rennen teilte er sich mit seinen Teamkollegen Éric Hélary und Soheil Ayari das Cockpit eines Pescarolo C60 Hybrid von Pescarolo Sport. Der Pescarolo mit 5-Liter-V10-Saugmotor von Judd war als einer der härtesten Konkurrenten der Audi R8 ins Rennen gestartet. Loebs Fahrzeug fiel jedoch zunächst wegen eines Reifenschadens zurück und wurde nach einem Unfall viereinhalb Stunden vor Rennende endgültig aus dem Rennen geworfen. 2006 startete Loeb erneut im Pescarolo C60 Hybrid in Le Mans, nun an der Seite von Éric Hélary und Franck Montagny. Er erzielte mit seinen Kollegen den zweiten Platz und hatte vier Runden Rückstand auf den siegreichen Audi R10 TDI. Den zweiten Werks-Audi ließ er sogar hinter sich. Anschließend kehrte Loeb dem Langstreckenklassiker wieder den Rücken, da er gegen die überlegenen Diesel-Audi keine Siegchancen sah und sich wieder ganz auf die Rallye-Weltmeisterschaft konzentrieren wollte. Jeweils am Jahresende 2008 und 2009 absolvierte er zwar Testfahrten mit dem Peugeot 908 HDi FAP, eine Rennteilnahme mit dem Fahrzeug kam aber noch nicht zustande.
Im September 2008 startete Loeb zu den beiden Rennen des Porsche Carrera Cup Frankreich auf dem Circuit d’Albi. Den Porsche 997 GT3 Cup von Porsche France steuerte er im ersten Lauf als Siebter ins Ziel, im zweiten Lauf fiel er nach einer Kollision aus. Beim gleichen Rennwochenende bestritt er auch im Porsche 997 GT3 RSR von Pro GT by Almeras mit Teamkollege Jean-Pierre Champeau die beiden Läufe zur französischen GT-Meisterschaft. Das erste Rennen beendete er auf Platz 15, das zweite Rennen musste er vorzeitig aufgeben.
Im April 2009 nahm Loeb an der Super Serie FFSA auf dem Circuit de Nogaro teil. Während des Rennwochenendes bestritt er sowohl die beiden Rennen des französischen Porsche Carrera Cup als auch die beiden Rennen der französischen GT-Meisterschaft. Im Ferrari 550 GTS Maranello von Solution F wurde er mit Teamkollege Ange Barde im ersten Lauf der französischen GT-Meisterschaft Fünfter, im zweiten Lauf hingegen nur Zwölfter. Mit dem von Pro GT by Almeras eingesetzten Fahrzeug im Porsche Carrera Cup beendete er die Rennen auf Platz neun und Platz acht.
Seine nächsten Starts in der französischen GT-Meisterschaft hatte Loeb im Juni 2010 auf dem Circuit du Val de Vienne, wo er mit Jean-Pierre Champeau einen Ferrari F430 GT3 fuhr. Den ersten Lauf beendete er als 14. und den zweiten Lauf als Neunter. Im Oktober startete er mit Daniel Sordo auf einem Porsche 997 GT3 R von Pro GT by Almeras zu den Rennen der International GT Open auf dem Circuit de Catalunya. Nachdem er das erste Rennen auf Platz 14 beendet hatte, fiel er im zweiten Rennen aus.
Ende Oktober 2011 gab Loeb auf dem Circuit Paul Ricard wieder ein Gastspiel im Rundstreckensport. Im französischen Porsche Carrera Cup erzielte er mit einem Fahrzeug vom Team Pulsat – Racing Technology im ersten Rennen Platz zwei hinter dem Meister Kévin Estre, im zweiten Lauf wurde er Dritter. In der französischen GT-Meisterschaft wurde er mit Teamkollege Bruno Hernandez am Steuer eines Ferrari 458 Italia von AF Corse Zehnter im ersten Rennen und Fünfter in Rennen zwei.
Am selben Wochenende verkündete Loeb seine Pläne für die Zukunft nach dem Rallyesport. Er möchte mit seinem Freund Dominique Heintz ein eigenes Team unter der Bezeichnung Sebastien Loeb Racing gründen. Das Team wird ab 2012 zwei Fahrzeuge im Porsche Carrera Cup Frankreich sowie ein Formula-Le-Mans-Fahrzeug in der Le Mans Series einsetzen. 2014 möchte Loeb mit einem LMP2-Fahrzeug wieder die 24 Stunden von Le Mans in Angriff nehmen.
Im Jahr 2013 gewann er das Bergrennen Pikes Peak International Hill Climb in einem speziell vorbereiteten Peugeot 208 T16 und verbesserte dabei die Bestmarke von Rhys Millen aus dem Vorjahr um mehr als eineinhalb Minuten.

### Formel-1-Pläne
Sébastien Loeb absolvierte einige Testfahrten mit Formel-1-Fahrzeugen. Im Dezember 2007 testete er den Renault R26 auf dem Circuit Paul Ricard. Nach seinem fünften WRC-Titel wurde er im November 2008 von Red Bull Racing zu den offiziellen Formel-1-Wintertestfahrten auf dem Circuit de Catalunya eingeladen, nachdem er bereits zuvor 100 Kilometer in Silverstone mit dem Fahrzeug gefahren war. Mit dem Red Bull RB4 erzielte er in Barcelona die achtschnellste Zeit von 17 Teilnehmern und hatte 1,8 Sekunden Rückstand auf die Bestzeit.
Als sich zur Saisonmitte 2009 der Rauswurf von Sébastien Bourdais aus der Scuderia Toro Rosso abzeichnete, meldete Loeb Interesse am freigewordenen Cockpit an. Citroën-Sportchef Olivier Quesnel wollte, dass Loeb zunächst die WRC-Saison zu Ende fährt, hätte ihn aber anschließend für ein Formel-1-Rennen freigestellt. Für das Formel-1-Saisonfinale, den Großen Preis von Abu Dhabi 2009, bot Red Bull Loeb an, ihn im Toro Rosso STR4 starten zu lassen. Allerdings verweigerte die FIA Loeb die Superlizenz, da er zu wenig Erfahrung bei Rundstreckenrennen gesammelt hatte. Somit war die Formel 1 für ihn kein Thema mehr. Zuvor galt er auch als ein Kandidat für ein Cockpit beim US F1 Team für die Saison 2010.
Wenige Wochen vor dem Großen Preis von Abu Dhabi 2009 nahm Loeb an den Wintertestfahrten der GP2-Serie auf dem Circuito de Jerez teil. Im GP2-Auto von David Price Racing erzielte er am dritten Testtag bei der verregneten Vormittagssession die 18. Zeit von 25 Teilnehmern mit rund 2,6 Sekunden Rückstand auf die Bestzeit. Bei der trockeneren Nachmittagssession reduzierte er seinen Rückstand auf die Spitze zwar auf rund 2,1 Sekunden, rangierte sich damit aber nur ganz hinten auf Platz 25 ein. Loeb erklärte anschließend, dass der GP2-Test durch eine private Verbindung mit einem DPR-Ingenieur zustande kam und nicht als Vorbereitung auf das Formel-1-Rennen vorgesehen war.

### X-Games
Bei seiner ersten Teilnahme an den X-Games gewann Sébastien Loeb die Goldmedaille im Rallycross in Los Angeles. Der Auftritt kam durch eine Kooperation von Sponsor Red Bull, Citroën Racing und Hansen Motorsport zustande. Er steuerte den 545 PS starken Rallycross-Citroën DS3 des Tatarstan-Russen Timur Timersjanow. Der Franzose kam damit einer Herausforderung nach, die der ebenfalls von Red Bull gesponserte US-Amerikaner Travis Pastrana vor einiger Zeit aussprach.

### WTCC

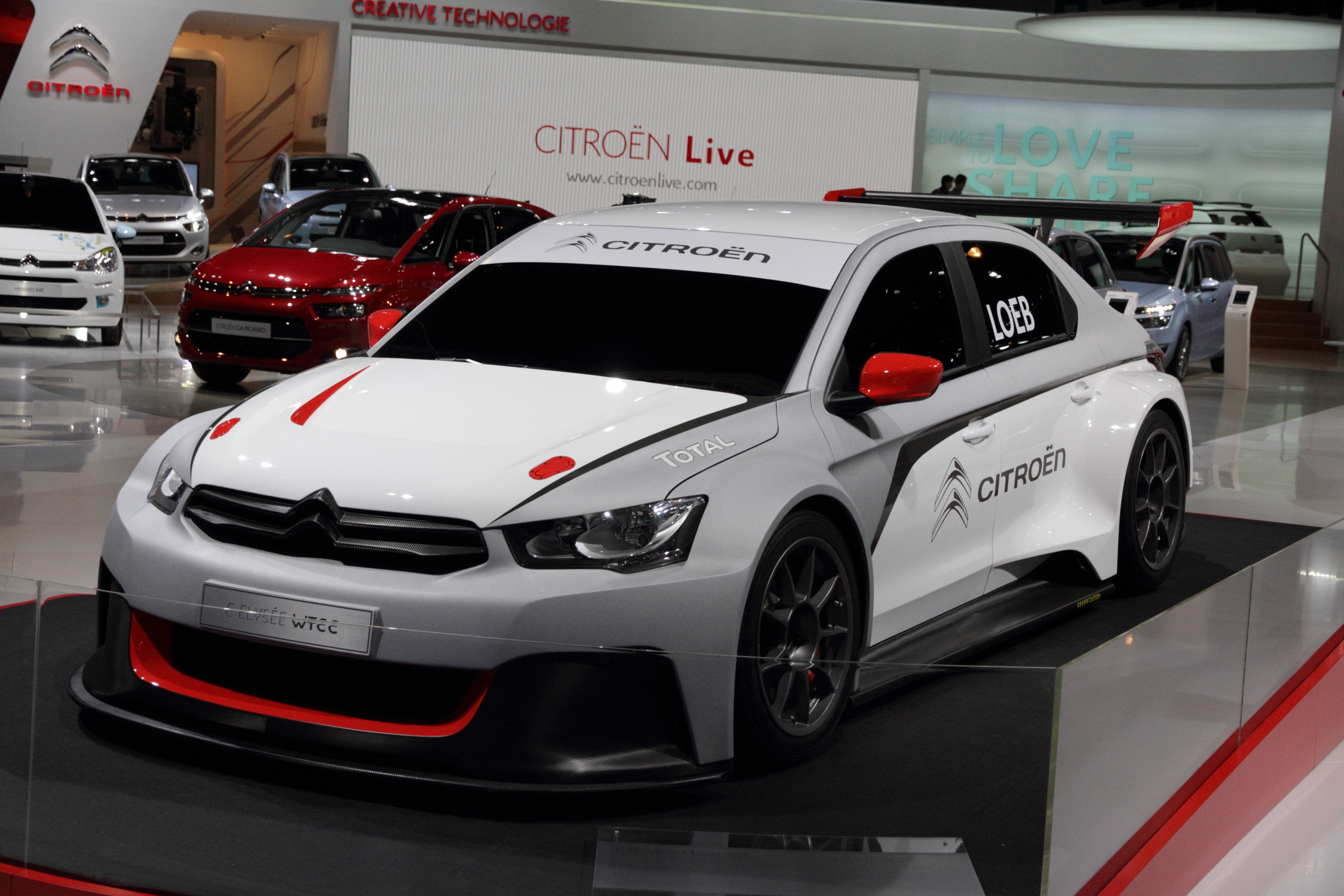
Citroën C-Elysée WTCC von Loeb auf der IAA 2013

2014 ging Loeb für Citroën Total WTCC mit einem Citroën C-Elysée WTCC in der Tourenwagen-Weltmeisterschaft (WTCC) an den Start. Bereits bei seinem Debütrennen in Marrakesch erreichte er den zweiten Platz. Im zweiten Rennen in Marrakesch gelang Loeb sein erster Sieg. Mit einem zweiten Platz beim dritten Rennen in Le Castellet übernahm Loeb zwischenzeitlich die Führung in der Weltmeisterschaft. Der zweite Saisonsieg gelang ihm auf dem Slovakiaring beim siebenten Saisonrennen. Loeb beendete seine Debütsaison auf dem dritten Platz hinter seinen Teamkollegen José María López und Yvan Muller. 2015 blieb Loeb bei Citroën in der Tourenwagen-Weltmeisterschaft. Wie im Vorjahr gewann Loeb das zweite Rennen, das in diesem Jahr in Río Hondo stattfand. Es folgten weitere Siege auf dem Slovakiaring, in Le Castellet und Buriram. Wie im Vorjahr wurde Loeb hinter seinen Teamkollegen López und Muller Gesamtdritter.

### Rallycross
Am 29. Februar 2016 wurde offiziell bekannt gegeben, dass Loeb im schwedischen Team Peugeot-Hansen alle 12 Läufe zur FIA Rallycross-Weltmeisterschaft 2016 bestreiten wird. Sein Teamkollege im vom Werk unterstützten Team wird der Schwede Timmy Hansen sein, der ältere Sohn des 14-fachen Rallycross-Europameisters Kenneth Hansen. Sowohl Hansen Junior als auch Loeb wollen Rallycross-Weltmeister der Fahrer werden, während sie sich gemeinsam um den FIA-WM-Titel für Rallycross-Teams bewerben. Als Fahrzeuge dienen ihnen bis zu 600 PS starke sogenannte Peugeot 208 Rallycross-Supercars. Loeb hatte bereits zuvor sporadisch Rallycross-Rennen bestritten. Im Juli 2012 konnte er bei den X-Games von Los Angeles mit einem Citroën DS3 Supercar von Hansen Motorsport die Goldmedaille der Rallycross-Fahrer gewinnen, beim französischen Rallycross-EM-Lauf 2013 in Lohéac hatte er ein Citroën DS3 Supercar des Teams seines Landsmanns Hervé „Knapick“ Lemonnier bis in die Semi-Finale fahren können.

## Persönliches
Sébastien Loeb ist mit Séverine verheiratet, hat eine Tochter und wohnt in der Schweizer Gemeinde Bougy-Villars am Genfersee.

## Ehrungen
Die Sportzeitung L’Équipe wählte Sébastien Loeb 2007 und 2009 gemeinsam mit Daniel Elena zu Frankreichs Sportler des Jahres („Champion des champions“). Am 27. Mai 2009 ernannte der französische Staatspräsident Nicolas Sarkozy Loeb zum Ritter der Ehrenlegion.

## Statistik

### Titel

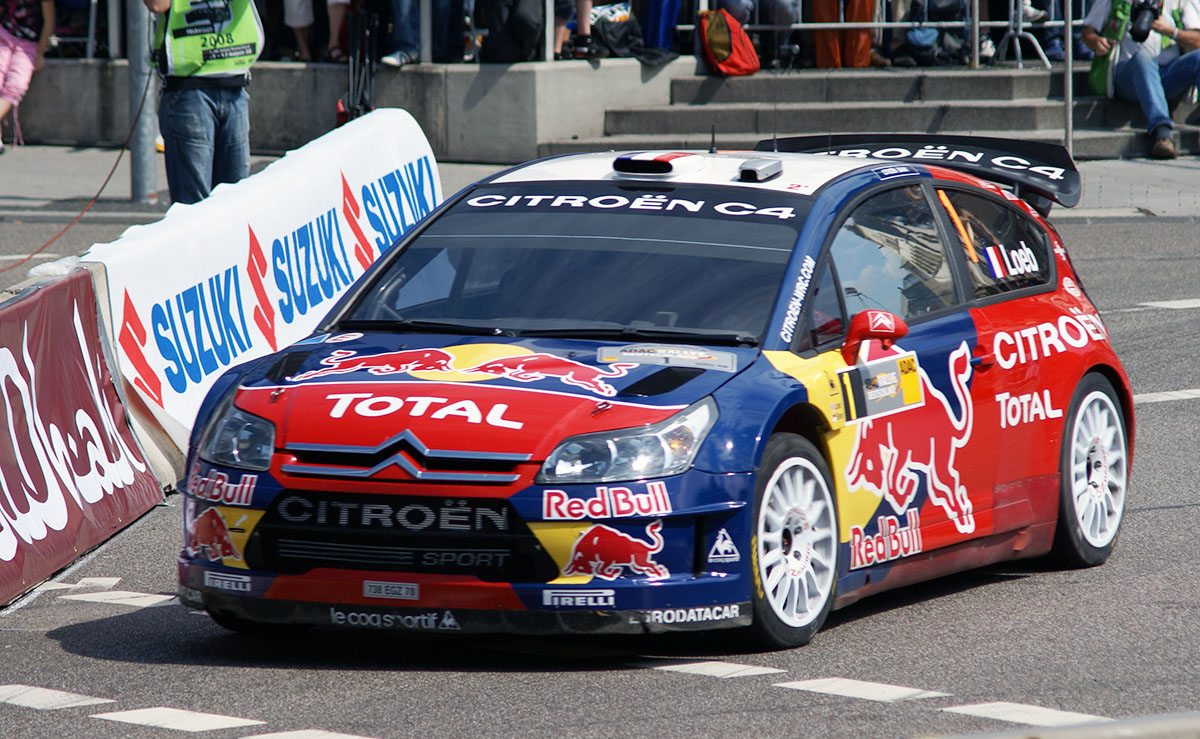
S. Loeb / D. Elena, Citroën C4, Rallye Deutschland 2008

| Saison | Titel                                       | Beifahrer    | Fahrzeug              |
| ------ | ------------------------------------------- | ------------ | --------------------- |
| 2001   | Rallye-Weltmeister für Super-1600-Fahrzeuge | Daniel Elena | Citroën Saxo S1600    |
| 2001   | Französischer Rallye-Meister                | Daniel Elena | Citroën Xsara Kit Car |
| 2004   | Rallye-Weltmeister                          | Daniel Elena | Citroën Xsara WRC     |
| 2005   | Rallye-Weltmeister                          | Daniel Elena | Citroën Xsara WRC     |
| 2006   | Rallye-Weltmeister                          | Daniel Elena | Citroën Xsara WRC     |
| 2007   | Rallye-Weltmeister                          | Daniel Elena | Citroën C4 WRC        |
| 2008   | Rallye-Weltmeister                          | Daniel Elena | Citroën C4 WRC        |
| 2009   | Rallye-Weltmeister                          | Daniel Elena | Citroën C4 WRC        |
| 2010   | Rallye-Weltmeister                          | Daniel Elena | Citroën C4 WRC        |
| 2011   | Rallye-Weltmeister                          | Daniel Elena | Citroën DS3 WRC       |
| 2012   | Rallye-Weltmeister                          | Daniel Elena | Citroën DS3 WRC       |

### WRC-Siege
| Nr. | Saison | Rallye              | Beifahrer    | Fahrzeug          |
| --- | ------ | ------------------- | ------------ | ----------------- |
| 1   | 2002   | Rallye Deutschland  | Daniel Elena | Citroën Xsara WRC |
| 2   | 2003   | Rallye Monte Carlo  | Daniel Elena | Citroën Xsara WRC |
| 3   | 2003   | Rallye Deutschland  | Daniel Elena | Citroën Xsara WRC |
| 4   | 2003   | Rallye San Remo     | Daniel Elena | Citroën Xsara WRC |
| 5   | 2004   | Rallye Monte Carlo  | Daniel Elena | Citroën Xsara WRC |
| 6   | 2004   | Rallye Schweden     | Daniel Elena | Citroën Xsara WRC |
| 7   | 2004   | Rallye Zypern       | Daniel Elena | Citroën Xsara WRC |
| 8   | 2004   | Rallye Türkei       | Daniel Elena | Citroën Xsara WRC |
| 9   | 2004   | Rallye Deutschland  | Daniel Elena | Citroën Xsara WRC |
| 10  | 2004   | Rallye Australien   | Daniel Elena | Citroën Xsara WRC |
| 11  | 2005   | Rallye Monte Carlo  | Daniel Elena | Citroën Xsara WRC |
| 12  | 2005   | Rallye Neuseeland   | Daniel Elena | Citroën Xsara WRC |
| 13  | 2005   | Rallye Sardinien    | Daniel Elena | Citroën Xsara WRC |
| 14  | 2005   | Rallye Zypern       | Daniel Elena | Citroën Xsara WRC |
| 15  | 2005   | Rallye Türkei       | Daniel Elena | Citroën Xsara WRC |
| 16  | 2005   | Rallye Griechenland | Daniel Elena | Citroën Xsara WRC |
| 17  | 2005   | Rallye Argentinien  | Daniel Elena | Citroën Xsara WRC |
| 18  | 2005   | Rallye Deutschland  | Daniel Elena | Citroën Xsara WRC |
| 19  | 2005   | Rallye Korsika      | Daniel Elena | Citroën Xsara WRC |
| 20  | 2005   | Rallye Katalonien   | Daniel Elena | Citroën Xsara WRC |
| 21  | 2006   | Rallye Mexiko       | Daniel Elena | Citroën Xsara WRC |
| 22  | 2006   | Rallye Katalonien   | Daniel Elena | Citroën Xsara WRC |
| 23  | 2006   | Rallye Korsika      | Daniel Elena | Citroën Xsara WRC |
| 24  | 2006   | Rallye Argentinien  | Daniel Elena | Citroën Xsara WRC |
| 25  | 2006   | Rallye Sardinien    | Daniel Elena | Citroën Xsara WRC |
| 26  | 2006   | Rallye Deutschland  | Daniel Elena | Citroën Xsara WRC |
| 27  | 2006   | Rallye Japan        | Daniel Elena | Citroën Xsara WRC |
| 28  | 2006   | Rallye Zypern       | Daniel Elena | Citroën Xsara WRC |
| 29  | 2007   | Rallye Monte Carlo  | Daniel Elena | Citroën C4 WRC    |
| 30  | 2007   | Rallye Mexiko       | Daniel Elena | Citroën C4 WRC    |
| 31  | 2007   | Rallye Portugal     | Daniel Elena | Citroën C4 WRC    |
| 32  | 2007   | Rallye Argentinien  | Daniel Elena | Citroën C4 WRC    |
| 33  | 2007   | Rallye Deutschland  | Daniel Elena | Citroën C4 WRC    |
| 34  | 2007   | Rallye Katalonien   | Daniel Elena | Citroën C4 WRC    |
| 35  | 2007   | Rallye Korsika      | Daniel Elena | Citroën C4 WRC    |
| 36  | 2007   | Rallye Irland       | Daniel Elena | Citroën C4 WRC    |
| 37  | 2008   | Rallye Monte Carlo  | Daniel Elena | Citroën C4 WRC    |
| 38  | 2008   | Rallye Mexiko       | Daniel Elena | Citroën C4 WRC    |
| 39  | 2008   | Rallye Argentinien  | Daniel Elena | Citroën C4 WRC    |
| 40  | 2008   | Rallye Sardinien    | Daniel Elena | Citroën C4 WRC    |

| Nr. | Saison | Rallye                | Beifahrer         | Fahrzeug         |
| --- | ------ | --------------------- | ----------------- | ---------------- |
| 41  | 2008   | Rallye Griechenland   | Daniel Elena      | Citroën C4 WRC   |
| 42  | 2008   | Rallye Finnland       | Daniel Elena      | Citroën C4 WRC   |
| 43  | 2008   | Rallye Deutschland    | Daniel Elena      | Citroën C4 WRC   |
| 44  | 2008   | Rallye Neuseeland     | Daniel Elena      | Citroën C4 WRC   |
| 45  | 2008   | Rallye Katalonien     | Daniel Elena      | Citroën C4 WRC   |
| 46  | 2008   | Rallye Korsika        | Daniel Elena      | Citroën C4 WRC   |
| 47  | 2008   | Rallye Großbritannien | Daniel Elena      | Citroën C4 WRC   |
| 48  | 2009   | Rallye Irland         | Daniel Elena      | Citroën C4 WRC   |
| 49  | 2009   | Rallye Norwegen       | Daniel Elena      | Citroën C4 WRC   |
| 50  | 2009   | Rallye Zypern         | Daniel Elena      | Citroën C4 WRC   |
| 51  | 2009   | Rallye Portugal       | Daniel Elena      | Citroën C4 WRC   |
| 52  | 2009   | Rallye Argentinien    | Daniel Elena      | Citroën C4 WRC   |
| 53  | 2009   | Rallye Katalonien     | Daniel Elena      | Citroën C4 WRC   |
| 54  | 2009   | Rallye Großbritannien | Daniel Elena      | Citroën C4 WRC   |
| 55  | 2010   | Rallye Mexiko         | Daniel Elena      | Citroën C4 WRC   |
| 56  | 2010   | Rallye Jordanien      | Daniel Elena      | Citroën C4 WRC   |
| 57  | 2010   | Rallye Türkei         | Daniel Elena      | Citroën C4 WRC   |
| 58  | 2010   | Rallye Bulgarien      | Daniel Elena      | Citroën C4 WRC   |
| 59  | 2010   | Rallye Deutschland    | Daniel Elena      | Citroën C4 WRC   |
| 60  | 2010   | Rallye Frankreich     | Daniel Elena      | Citroën C4 WRC   |
| 61  | 2010   | Rallye Katalonien     | Daniel Elena      | Citroën C4 WRC   |
| 62  | 2010   | Rallye Großbritannien | Daniel Elena      | Citroën C4 WRC   |
| 63  | 2011   | Rallye Mexiko         | Daniel Elena      | Citroën DS3 WRC  |
| 64  | 2011   | Rallye Sardinien      | Daniel Elena      | Citroën DS3 WRC  |
| 65  | 2011   | Rallye Argentinien    | Daniel Elena      | Citroën DS3 WRC  |
| 66  | 2011   | Rallye Finnland       | Daniel Elena      | Citroën DS3 WRC  |
| 67  | 2011   | Rallye Katalonien     | Daniel Elena      | Citroën DS3 WRC  |
| 68  | 2012   | Rallye Monte Carlo    | Daniel Elena      | Citroën DS3 WRC  |
| 69  | 2012   | Rallye Mexiko         | Daniel Elena      | Citroën DS3 WRC  |
| 70  | 2012   | Rallye Argentinien    | Daniel Elena      | Citroën DS3 WRC  |
| 71  | 2012   | Rallye Griechenland   | Daniel Elena      | Citroën DS3 WRC  |
| 72  | 2012   | Rallye Neuseeland     | Daniel Elena      | Citroën DS3 WRC  |
| 73  | 2012   | Rallye Finnland       | Daniel Elena      | Citroën DS3 WRC  |
| 74  | 2012   | Rallye Deutschland    | Daniel Elena      | Citroën DS3 WRC  |
| 75  | 2012   | Rallye Frankreich     | Daniel Elena      | Citroën DS3 WRC  |
| 76  | 2012   | Rallye Katalonien     | Daniel Elena      | Citroën DS3 WRC  |
| 77  | 2013   | Rallye Monte Carlo    | Daniel Elena      | Citroën DS3 WRC  |
| 78  | 2013   | Rallye Argentinien    | Daniel Elena      | Citroën DS3 WRC  |
| 79  | 2018   | Rallye Katalonien     | Daniel Elena      | Citroën C3 WRC   |
| 80  | 2022   | Rallye Monte Carlo    | Isabelle Galmiche | Ford Puma Rally1 |

### WRC-Einzelergebnisse
| Jahr | Team                               | Fahrzeug             | 1   | 2   | 3   | 4   | 5   | 6   | 7   | 8   | 9   | 10  | 11  | 12  | 13  | 14  | 15  | 16  | Punkte | Rang |
| ---- | ---------------------------------- | -------------------- | --- | --- | --- | --- | --- | --- | --- | --- | --- | --- | --- | --- | --- | --- | --- | --- | ------ | ---- |
| 1999 | Equipe de France FFSA              | Citroën Saxo Kit Car | MON | SWE | KEN | POR | ESP | FRA | ARG | GRE | NZL | FIN | CHN | ITA | AUS | GBR |     |     | –      | –    |
| 1999 | Equipe de France FFSA              | Citroën Saxo Kit Car |     |     |     |     | DNF | 19  |     |     |     |     |     | 17  |     |     |     |     | –      | –    |
| 2000 | Sébastien Loeb                     | Citroën Saxo Kit Car | MON | SWE | KEN | POR | ESP | ARG | GRE | NZL | FIN | CYP | FRA | ITA | AUS | GBR |     |     | –      | –    |
| 2000 | Sébastien Loeb                     | Citroën Saxo Kit Car |     |     |     |     |     |     |     |     | DNF |     |     |     |     | 38  |     |     | –      | –    |
| 2000 | Equipe de France FFSA              | Toyota Corolla WRC   |     |     |     |     |     |     |     |     |     |     | 9   | 10  |     |     |     |     | –      | –    |
| 2001 | Sébastien Loeb                     | Citroën Saxo Kit Car | MON | SWE | POR | ESP | ARG | CYP | GRE | KEN | FIN | NZL | ITA | FRA | AUS | GBR |     |     | 6      | 14   |
| 2001 | Sébastien Loeb                     | Citroën Saxo Kit Car | 15  | DNF |     |     |     |     |     |     |     |     |     |     |     |     |     |     | 6      | 14   |
| 2001 | Sébastien Loeb                     | Citroën Saxo S1600   |     |     |     |     |     |     |     |     |     |     |     |     |     |     |     |     | 6      | 14   |
| 2001 | Sébastien Loeb                     |                      |     |     | 15  |     |     | 19  |     | 28  |     |     | 13  |     | 15  |     |     |     | 6      | 14   |
| 2001 | Automobiles Citroën                | Citroën Xsara WRC    |     |     |     |     |     |     |     |     |     |     |     |     |     |     |     |     | 6      | 14   |
| 2001 | Automobiles Citroën                | Citroën Xsara WRC    |     |     |     |     |     |     |     | 2   |     |     |     |     |     |     |     |     | 6      | 14   |
| 2002 | Citroën World Rally Team           | Citroën Saxo Kit Car | MON | SWE | FRA | ESP | CYP | ARG | GRE | KEN | FIN | DEU | ITA | NZL | AUS | GBR |     |     | 18     | 10   |
| 2002 | Citroën World Rally Team           | Citroën Saxo Kit Car | 2   | 17  |     | DNF |     |     | 7   | 5   | 10  | 1   |     |     |     | DNF |     |     | 18     | 10   |
| 2002 | Piedrafita Sport                   | Citroën Saxo Kit Car |     |     |     |     |     |     |     |     |     |     |     |     | 7   |     |     |     | 18     | 10   |
| 2003 | Citroën World Rally Team           | Citroën Xsara WRC    | MON | SWE | TUR | NZL | ARG | GRE | CYP | DEU | FIN | AUS | ITA | FRA | ESP | GBR |     |     | 71     | 2    |
| 2003 | Citroën World Rally Team           | Citroën Xsara WRC    | 1   | 7   | DNF | 4   | DNF | DNF | 3   | 1   | 5   | 2   | 1   | 13  | 2   | 2   |     |     | 71     | 2    |
| 2004 | Citroën World Rally Team           | Citroën Xsara WRC    | MON | SWE | MEX | NZL | CYP | GRE | TUR | ARG | FIN | DEU | JPN | GBR | ITA | FRA | ESP | AUS | 118    | 1    |
| 2004 | Citroën World Rally Team           | Citroën Xsara WRC    | 1   | 1   | DNF | 4   | 1   | 2   | 1   | 2   | 4   | 1   | 2   | 2   | 2   | 2   | DNF | 1   | 118    | 1    |
| 2005 | Citroën World Rally Team           | Citroën Xsara WRC    | MON | SWE | MEX | NZL | ITA | CYP | TUR | GRE | ARG | FIN | DEU | GBR | JPN | FRA | ESP | AUS | 127    | 1    |
| 2005 | Citroën World Rally Team           | Citroën Xsara WRC    | 1   | DNF | 4   | 1   | 1   | 1   | 1   | 1   | 1   | 2   | 1   | 3   | 2   | 1   | 1   | DNF | 127    | 1    |
| 2006 | Citroën World Rally Team           | Citroën Xsara WRC    | MON | SWE | MEX | ESP | FRA | ARG | ITA | GRE | DEU | FIN | JPN | CYP | TUR | AUS | NZL | GBR | 112    | 1    |
| 2006 | Citroën World Rally Team           | Citroën Xsara WRC    | 2   | 2   | 1   | 1   | 1   | 1   | 1   | 2   | 1   | 2   | 1   | 1   |     |     |     |     | 112    | 1    |
| 2007 | Citroën World Rally Team           | Citroën C4 WRC       | MON | SWE | NOR | MEX | POR | ARG | ITA | GRE | FIN | DEU | NZL | ESP | FRA | JPN | IRL | GBR | 116    | 1    |
| 2007 | Citroën World Rally Team           | Citroën C4 WRC       | 1   | 2   | 14  | 1   | 1   | 1   | DNF | 2   | 3   | 1   | 2   | 1   | 1   | DNF | 1   | 3   | 116    | 1    |
| 2008 | Citroën World Rally Team           | Citroën C4 WRC       | MON | SWE | MEX | ARG | JOR | ITA | GRE | TUR | FIN | DEU | NZL | ESP | FRA | JPN | GBR |     | 122    | 1    |
| 2008 | Citroën World Rally Team           | Citroën C4 WRC       | 1   | DNF | 1   | 1   | 10  | 1   | 1   | 3   | 1   | 1   | 1   | 1   | 1   | 3   | 1   |     | 122    | 1    |
| 2009 | Citroën World Rally Team           | Citroën C4 WRC       | IRL | NOR | CYP | POR | ARG | ITA | GRE | POL | FIN | AUS | ESP | GBR |     |     |     |     | 93     | 1    |
| 2009 | Citroën World Rally Team           | Citroën C4 WRC       | 1   | 1   | 1   | 1   | 1   | 4   | DNF | 7   | 2   | 2   | 1   | 1   |     |     |     |     | 93     | 1    |
| 2010 | Citroën World Rally Team           | Citroën C4 WRC       | SWE | MEX | JOR | TUR | NZL | POR | BUL | FIN | DEU | JPN | FRA | ESP | GBR |     |     |     | 276    | 1    |
| 2010 | Citroën World Rally Team           | Citroën C4 WRC       | 2   | 1   | 1   | 1   | 3   | 2   | 1   | 3   | 1   | 5   | 1   | 1   | 1   |     |     |     | 276    | 1    |
| 2011 | Citroën World Rally Team           | Citroën DS3 WRC      | SWE | MEX | POR | JOR | ITA | ARG | GRE | FIN | DEU | AUS | FRA | ESP | GBR |     |     |     | 222    | 1    |
| 2011 | Citroën World Rally Team           | Citroën DS3 WRC      | 6   | 1   | 2   | 3   | 1   | 1   | 2   | 1   | 2   | 10  | DNF | 1   | DNF |     |     |     | 222    | 1    |
| 2012 | Citroën World Rally Team           | Citroën DS3 WRC      | MON | SWE | MEX | POR | ARG | GRE | NZL | FIN | DEU | GBR | FRA | ITA | ESP |     |     |     | 244    | 1    |
| 2012 | Citroën World Rally Team           | Citroën DS3 WRC      | 1   | 6   | 1   | DNF | 1   | 1   | 1   | 1   | 1   | 2   | 1   | DNF | 1   |     |     |     | 244    | 1    |
| 2013 | Citroën World Rally Team           | Citroën DS3 WRC      | MON | SWE | MEX | POR | ARG | GRE | ITA | FIN | DEU | AUS | FRA | ESP | GBR |     |     |     | 68     | 7    |
| 2013 | Citroën World Rally Team           | Citroën DS3 WRC      | 1   | 2   |     |     | 1   |     |     |     |     |     | DNF |     |     |     |     |     | 68     | 7    |
| 2015 | Citroën World Rally Team           | Citroën DS3 WRC      | MON | SWE | MEX | ARG | POR | ITA | POL | FIN | DEU | AUS | FRA | ESP | GBR |     |     |     | 6      | 18   |
| 2015 | Citroën World Rally Team           | Citroën DS3 WRC      | 8   |     |     |     |     |     |     |     |     |     |     |     |     |     |     |     | 6      | 18   |
| 2018 | Citroën Abu Dhabi World Rally Team | Citroën C3 WRC       | MON | SWE | MEX | FRA | ARG | POR | ITA | FIN | DEU | TUR | GBR | ESP | AUS |     |     |     | 43     | 13   |
| 2018 | Citroën Abu Dhabi World Rally Team | Citroën C3 WRC       |     |     | 5   | 14  |     |     |     |     |     |     |     | 1   |     |     |     |     | 43     | 13   |
| 2019 | Hyundai WRT                        | Hyundai i20 WRC      | MON | SWE | MEX | FRA | ARG | CHL | POR | ITA | FIN | DEU | TUR | GBR | ESP | AUS |     |     | 51     | 11   |
| 2019 | Hyundai WRT                        | Hyundai i20 WRC      | 4   | 7   |     | 8   |     | 3   | DNF |     |     |     |     |     | 4   |     |     |     | 51     | 11   |
| 2020 | Hyundai WRT                        | Hyundai i20 WRC      | MON | SWE | MEX | EST | TUR | ITA | ITA |     |     |     |     |     |     |     |     |     | 24     | 10   |
| 2020 | Hyundai WRT                        | Hyundai i20 WRC      | 6   |     |     |     | 3   |     | 8   |     |     |     |     |     |     |     |     |     | 24     | 10   |
| 2022 | M-Sport                            | Ford Puma Rally1     | MON | SWE | KRO | POR | ITA | KEN | EST | FIN | BEL | GRE | NZL | ESP | JPN |     |     |     | 35     | 11   |
| 2022 | M-Sport                            | Ford Puma Rally1     | 1   |     |     | DNF |     | 8   |     |     |     | DNF |     |     |     |     |     |     | 35     | 11   |

| Legende  | Legende            | Legende                                                          |
| Farbe    | Abkürzung          | Bedeutung                                                        |
| -------- | ------------------ | ---------------------------------------------------------------- |
| Gold     | –                  | Sieg                                                             |
| Silber   | –                  | 2. Platz                                                         |
| Bronze   | –                  | 3. Platz                                                         |
| Grün     | –                  | Platzierung in den Punkten                                       |
| Blau     | –                  | Klassifiziert außerhalb der Punkteränge                          |
| Violett  | DNF                | Rennen nicht beendet (did not finish)                            |
| Violett  | NC                 | nicht klassifiziert (not classified)                             |
| Rot      | DNQ                | nicht qualifiziert (did not qualify)                             |
| Rot      | DNPQ               | in Vorqualifikation gescheitert (did not pre-qualify)            |
| Schwarz  | DSQ                | disqualifiziert (disqualified)                                   |
| Weiß     | DNS                | nicht am Start (did not start)                                   |
| Weiß     | WD                 | zurückgezogen (withdrawn)                                        |
| Hellblau | PO                 | nur am Training teilgenommen (practiced only)                    |
| Hellblau | TD                 | Freitags-Testfahrer (test driver)                                |
| ohne     | DNP                | nicht am Training teilgenommen (did not practice)                |
| ohne     | INJ                | verletzt oder krank (injured)                                    |
| ohne     | EX                 | ausgeschlossen (excluded)                                        |
| ohne     | DNA                | nicht erschienen (did not arrive)                                |
| ohne     | C                  | Rennen abgesagt (cancelled)                                      |
| ohne     | keine WM-Teilnahme |                                                                  |
| sonstige | P/fett             | Pole-Position                                                    |
| sonstige | 1/2/3/4/5/6/7/8    | Punktplatzierung im Sprint-/Qualifikationsrennen                 |
| sonstige | SR/kursiv          | Schnellste Rennrunde                                             |
| sonstige | *                  | nicht im Ziel, aufgrund der zurückgelegten Distanz aber gewertet |
| sonstige | ()                 | Streichresultate                                                 |
| sonstige | unterstrichen      | Führender in der Gesamtwertung                                   |

### Le-Mans-Ergebnisse
| Jahr | Team            | Fahrzeug             | Teamkollege | Teamkollege     | Platzierung | Ausfallgrund |
| ---- | --------------- | -------------------- | ----------- | --------------- | ----------- | ------------ |
| 2005 | Pescarolo Sport | Pescarolo C60 Hybrid | Éric Hélary | Soheil Ayari    | Ausfall     | Unfall       |
| 2006 | Pescarolo Sport | Pescarolo C60 Hybrid | Éric Hélary | Franck Montagny | Rang 2      |              |

### Einzelergebnisse in der Tourenwagen-Weltmeisterschaft (WTCC)
| Jahr | Team               | 1   | 2   | 3   | 4   | 5   | 6   | 7   | 8   | 9   | 10  | 11  | 12  | 13  | 14  | 15  | 16  | 17  | 18  | 19  | 20  | 21  | 22  | 23  | 24  | Punkte | Rang |
| ---- | ------------------ | --- | --- | --- | --- | --- | --- | --- | --- | --- | --- | --- | --- | --- | --- | --- | --- | --- | --- | --- | --- | --- | --- | --- | --- | ------ | ---- |
| 2014 | Citroën Total WTCC | MAR | MAR | FRA | FRA | HUN | HUN | SLK | SLK | AUT | AUT | RUS | RUS | BEL | BEL | ARG | ARG | CHN | CHN | CHN | CHN | JPN | JPN | MAC | MAC | 295    | 3.   |
| 2014 | Citroën Total WTCC | 2   | 1   | 2   | 6   | 73  | 9   | 12  | C   | 43  | 7   | 34  | 5   | 32  | 5   | 43  | 6   | 5   | 3   | 45  | 12  | 3   | 7   | 62  | 6   | 295    | 3.   |
| 2015 | Citroën Total WTCC | ARG | ARG | MAR | MAR | HUN | HUN | GER | GER | RUS | RUS | SLK | SLK | FRA | FRA | PRT | PRT | JPN | JPN | CHN | CHN | THA | THA | QAT | QAT | 356    | 3.   |
| 2015 | Citroën Total WTCC | 3   | 1   | 3   | 2   | 64  | 5   | 23  | 5   | 9   | 7   | 3   | 1   | 1   | DNF | 2   | 15* | 63  | 4   | 34  | 4   | 2   | 1   | 43  | 4   | 356    | 3.   |

Legende
| Legende  | Legende            | Legende                                                          |
| Farbe    | Abkürzung          | Bedeutung                                                        |
| -------- | ------------------ | ---------------------------------------------------------------- |
| Gold     | –                  | Sieg                                                             |
| Silber   | –                  | 2. Platz                                                         |
| Bronze   | –                  | 3. Platz                                                         |
| Grün     | –                  | Platzierung in den Punkten                                       |
| Blau     | –                  | Klassifiziert außerhalb der Punkteränge                          |
| Violett  | DNF                | Rennen nicht beendet (did not finish)                            |
| Violett  | NC                 | nicht klassifiziert (not classified)                             |
| Rot      | DNQ                | nicht qualifiziert (did not qualify)                             |
| Rot      | DNPQ               | in Vorqualifikation gescheitert (did not pre-qualify)            |
| Schwarz  | DSQ                | disqualifiziert (disqualified)                                   |
| Weiß     | DNS                | nicht am Start (did not start)                                   |
| Weiß     | WD                 | zurückgezogen (withdrawn)                                        |
| Hellblau | PO                 | nur am Training teilgenommen (practiced only)                    |
| Hellblau | TD                 | Freitags-Testfahrer (test driver)                                |
| ohne     | DNP                | nicht am Training teilgenommen (did not practice)                |
| ohne     | INJ                | verletzt oder krank (injured)                                    |
| ohne     | EX                 | ausgeschlossen (excluded)                                        |
| ohne     | DNA                | nicht erschienen (did not arrive)                                |
| ohne     | C                  | Rennen abgesagt (cancelled)                                      |
| ohne     | keine WM-Teilnahme |                                                                  |
| sonstige | P/fett             | Pole-Position                                                    |
| sonstige | 1/2/3/4/5/6/7/8    | Punktplatzierung im Sprint-/Qualifikationsrennen                 |
| sonstige | SR/kursiv          | Schnellste Rennrunde                                             |
| sonstige | *                  | nicht im Ziel, aufgrund der zurückgelegten Distanz aber gewertet |
| sonstige | ()                 | Streichresultate                                                 |
| sonstige | unterstrichen      | Führender in der Gesamtwertung                                   |

- 1: Erster im Qualifying, 2: Zweiter im Qualifying,...